# Taekwondo aux Jeux paralympiques
Le Taekwondo aux Jeux paralympiques est une épreuve paralympique  depuis les Jeux d'été de 2020. Les sportifs présentant tous types de handicap physique et moteur peuvent participer à la compétition.
La para-taekwondo s'est développé à partir de 2006 lorsque la fédération mondiale de taekwondo crée un comité dédié pour le développement de cette discipline. Elle développe la discipline de combat (kyorugi) et créant dès 2009 les premiers championnats du Monde para-taekwondo à Bakou suivi du championnat d’Europe en 2011, dans l’objectif d’intégrer le programme des Jeux Paralympiques.
Après un premier échec pour les Jeux paralympiques de Rio 2016, la fédération élargit la pratique aux déficients visuels et mentaux avec la reconnaissance des épreuves de Poumsé, enchaînement gestuel de techniques de combat (équivalent du Kata au Karaté).
Seules les épreuves de kyorugi sont au programme olympiques.

## Classification des handicaps
Les taekwondoïste reçoivent une classification en fonction du type et de l'ampleur de leur handicap,.
Une seule épreuve par catégorie de poids a été retenu ouverts :
- K44 : Les athlètes K44 auront au minimum une perte de la main par le poignet ou un bras raccourci de manière équivalente. Cette classe sportive comprend également les athlètes ayant des troubles de la coordination dans un bras. Les athlètes K44 bougeront, donneront des coups de pied et établiront des stratégies similaires à celles des athlètes des Jeux olympiques de Taekwondo.
  - ouvert aux K43 : Les athlètes K43 ont une perte ou du raccourcissement des deux bras sous le coude.

## Éditions
La para-taekwondo fait partie du programme paralympique depuis les Jeux de 2020.
| N° | Année | Ville | Meilleure nation |
| -- | ----- | ----- | ---------------- |
| I  | 2020  | Tokyo | Brésil           |
| II | 2024  | Paris | Grande-Bretagne  |

## Tableau des médailles par pays
| Rang  | Nation          | Or | Argent | Bronze | Total |
| ----- | --------------- | -- | ------ | ------ | ----- |
| 1     | Brésil          | 1  | 1      | 1      | 3     |
| 2     | Iran            | 1  | 1      | 0      | 2     |
| 3     | Mexique         | 1  | 0      | 0      | 1     |
| 3     | Pérou           | 1  | 0      | 0      | 1     |
| 3     | Danemark        | 1  | 0      | 0      | 1     |
| 3     | Ouzbékistan     | 1  | 0      | 0      | 1     |
| 7     | Turquie         | 0  | 1      | 1      | 2     |
| 7     | Grande-Bretagne | 0  | 1      | 1      | 2     |
| 9     | RPC             | 0  | 0      | 3      | 3     |
| 10    | Argentine       | 0  | 0      | 1      | 1     |
| 10    | Corée du Sud    | 0  | 0      | 1      | 1     |
| 10    | États-Unis      | 0  | 0      | 1      | 1     |
| 10    | Thaïlande       | 0  | 0      | 1      | 1     |
| 10    | Chine           | 0  | 0      | 1      | 1     |
| 10    | Australie       | 0  | 0      | 1      | 1     |
| Total | Total           | 6  | 6      | 12     | 24    |